# Heidelbeer-Weide
Die Heidelbeer-Weide oder Moor-Weide (Salix myrtilloides) ist eine Pflanzenart aus der Gattung der Weiden (Salix). Sie besitzt niedergedrückte, wurzelnde Ästen und kahle Laubblätter. Das natürliche Verbreitungsgebiet liegt in Europa und Asien.

## Beschreibung
Die Heidelbeer-Weide ist ein sparrig verästelter Strauch oder Zwergstrauch und erreicht Wuchshöhen von 15 bis 50 Zentimetern. Die niedergedrückten, wurzelnden Äste besitzen eine graue Rinde. Die Rinde der dünnen, aufrechten Zweige ist im ersten Jahr gelb oder rotbraun, anfangs behaart und später verkahlend. Die Knospen sind eiförmig und kahl. 
Die relativ kleinen Laubblätter sind Blattstiel und Blattspreite gegliedert. Der Blattstiel ist 2 bis 4 Millimeter lang. Die Blattspreite ist bei einer Länge von 1 bis 3,5 Zentimetern sowie einer Breite von 0,7 bis 1,5 Zentimetern elliptisch oder lang-elliptisch mit gerundetem oder stumpfem oberen Ende und gerundeter oder selten breit keilförmiger Spreitenbasis. Der Blattrand ist ganzrandig oder sehr fein gezähnt. Die Blattoberseite ist kahl, sattgrün oder leicht rötlich, die -unterseite ist deutlich netznervig, ebenfalls kahl, blaugrün und färbt sich beim Trocknen schwarz. Die Nebenblätter sind lanzettlich oder eiförmig.
Der relativ lange Blütenstandsschaft besitzt vier bis sechs kleine Blätter. Die Tragblätter sind kahl, einfarbig gelblich grün mit purpurroten Saum, spärlich behaart und bärtig. Der zylindrische, kätzchenförmige Blütenstand ist 1 bis 2,5 Zentimeter lang. Die Blüten haben eine Nektardrüse. Männliche Blüten haben zwei kahle Staubblätter mit roten Staubbeuteln. Der Fruchtknoten weiblicher Blüten ist zylindrisch, kahl und lang gestielt. Der Griffel ist kurz, die Narbe ist kurz und ungeteilt. Die Heidelbeer-Weide blüht mit dem Blattaustrieb im Mai, die Früchte reifen im Juni.
Die Chromosomenzahl beträgt 2n=28.

## Vorkommen und Standortansprüche
Das natürliche Verbreitungsgebiet reicht von Nordeuropa (Finnland, Norwegen) über Mitteleuropa (Österreich, Tschechien, Slowakei, Deutschland, Polen, Schweiz) bis nach Rumänien und Russland. In Asien gibt es weitere Vorkommen in der Mongolei, auf der Koreanischen Halbinsel und in den chinesischen Provinzen Heilongjiang, Jilin, Liaoning und der Inneren Mongolei.
Die Heidelbeer-Weide wächst in Mooren und Sumpfgebieten auf nassen, mäßig nährstoffreichen und mäßig basenreichen, mäßig sauren mesotrophen Torfböden an sonnigen und kühlen Standorten. Sie ist eine Charakterart des Betulo-Salicetum repentis aus dem Verband Salicion vinereae und kommt meist zusammen mit Bleichmoos (Sphagnum)-Arten der Sektion Subsecunda vor. Das Verbreitungsgebiet wird der Winterhärtezone 4 zugeordnet mit mittleren jährlichen Minimaltemperaturen von −34,4 bis −28,9 °C (−30 bis −20 °F).

## Systematik
Die Erstveröffentlichung von Salix myrtilloides erfolgte 1753 durch Carl von Linné in Species Plantarum. Der Gattungsname Salix stammt aus dem Lateinischen und wurde schon von den Römern für verschiedene Weidenarten verwendet. Das Artepitheton myrtilloides leitet sich von myrtillus für die „Heidelbeere“ und der griechischen Endung -oides für „ähnlich“ ab und bezieht sich auf den kriechstrauchartigen Wuchs und die Form und Farbe der Laubblätter.
Von Salix myrtilloides gibt es zwei Varietäten:
- Salix myrtilloides var. mandshurica Nakai mit weiß oder gelb seidig behaarten jungen Blättern.
- Salix myrtilloides L. var. myrtilloides mit kahlen jungen Blättern.

## Verwendung
Die Heidelbeer-Weide wird sehr selten als Zierstrauch verwendet.

## Naturschutz
Nach Dörr und Lippert ist die Heidelbeerweide im Allgäu ein sehr seltenes Glazialrelikt, das sich in letzten Resten erhalten hat. Sie ist durch menschliche Eingriffe, durch Verbuschung und durch Hybridisierung mit Salix repens in ihrer Existenz bedroht. Ihre Vorkommen verdienen Schutz und Pflege.

## Nachweise